# 丹尼爾·柏哈茲
丹尼爾·柏哈茲（英語：Daniel Bernhardt，1965年8月31日—），瑞士男演員、模特兒及武術家，時常出演動作片。

## 職業生涯
柏哈茲首次出演的作品為1996年電影《1997所向無敵》，之後也參與了後續兩部續集《血点3》（1997年）和《血点4：黑暗对决》（1999年）：早期的作品多為DVD首映的B級動作片。其他出演作品如《未来战争》（1997年）、《真實復仇》（True Vengeance，1997年）、《代号火箭炮》（1997年）、《剑霸骇客》（G2，1999年）、《拦劫特遗队》（Black Sea Raid，2000年）及《天敌》（Global Effect，2002年）。在1998年至1999年間，他還出演了電視劇《真人快打：征服》。
2003年，他在基努·李維主演的科幻動作片《駭客任務：重裝上陣》中飾演強森探員（Agent Johnson）。柏哈茲於2005年出演查克·羅禮士的《鑽石殺機》。
2013年，柏哈茲出演《偷天派克》，並《飢餓遊戲：星火燎原》在客串第九區的一名男供品。隔年，他再和李維於《捍衛任務》合作。2020年9月，據報導，柏哈茲在《駭客任務：復活》回歸飾演強森探員。

## 個人生活
柏哈茲在《血点4：黑暗对决》結識了演員麗莎·斯托德（Lisa Stothard）。兩人於2000年結婚，育有一個女兒貝拉（Bella），於2003年出生。柏哈茲本身精通空手道和跆拳道。

## 外部連結
- 丹尼爾·柏哈茲在互联网电影资料库（IMDb）上的資料（英文）